# Spider-Man på film

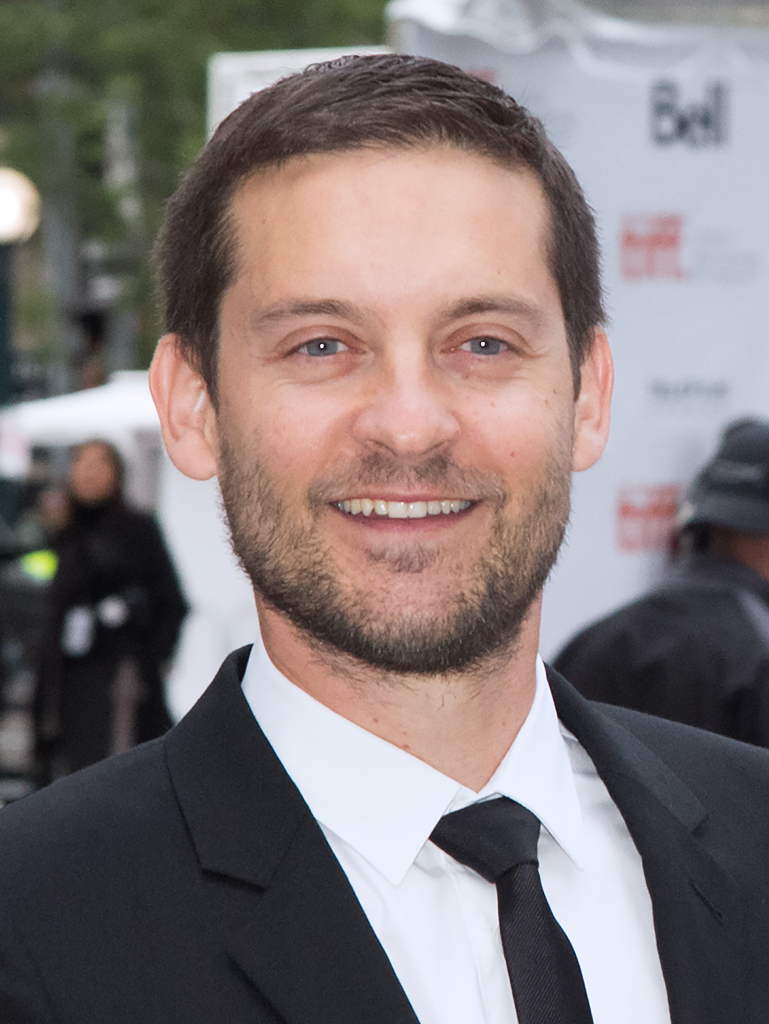
Tobey Maguire spelade Spider-Man mellan 2002 och 2007.

Superhjälten Spider-Man från Marvel Comics har medverkat i tolv live-action filmer och många fler animerade filmer. 1977 gjordes den första långfilmen av TV-serien The Amazing Spider-Man med Nicholas Hammond i huvudrollen. Filmrättigheterna förflyttades sedan genom olika produktionsbolag och studior, innan de slutligen hamnade hos Sony Pictures Entertainment. Sony anlitade Sam Raimi som regisserade tre filmer: Spider-Man, Spider-Man 2 och Spider-Man 3. Tobey Maguire spelade Peter Parker. Kritikerna har gett de första två filmerna positiva recensioner, medan den tredje filmen fick blandade recensioner. Raimis trilogi drog in närmare 2,5 miljarder dollar över hela världen.
Rebooten The Amazing Spider-Man och dess uppföljare The Amazing Spider-Man 2 är regisserad av Marc Webb. Andrew Garfield spelade Peter Parker. Den första filmen mottog positiva recensioner och den andra har fått blandade recensioner från flera kritiker. Webbs två filmer drog in över 1,4 miljarder dollar. I februari 2015 meddelade Sony, Disney och Marvel Studios att Spider-Man är en del av Marvel Cinematic Universe. En yngre version, spelad av Tom Holland, syntes i Captain America: Civil War. Hans egen film Spider-Man: Homecoming släpptes under juli 2017. Filmen möttes av positiva reaktioner från allmänheten och kritiker. Spider-Man: No Way Home släpptes 2021.

## Sam Raimi

### Spider-Man 4
En fjärde film, under titeln Spider-Man 4, skulle komma på bio under 2011, men filmen avbröts på grund av att Sam Raimi och Tobey Maguire drog sig ur projektet. Raimi sade att han inte hinner med Sonys önskedatum för release under sommaren 2011 och samtidigt göra en bra film. Det rapporterades att Raimi ville att John Malkovich skulle spela skurken Vulture och Anne Hathaway som Felicia Hardy, och hon  inte skulle förvandlats till Black Cat som i serierna. Istället skulle hon bli till den nya påhittade figuren Vulturess. Sony ville inte ha Vulture som skurk, eftersom de ansåg att han inte var populär nog. Den 12 januari 2010 fick man veta att det skulle bli en reboot på filmserien med en ny regissör och nya skådespelare.

## Marc Webb

### Uppföljare
I juni 2013 meddelande Sony att två uppföljare skulle släppas, där den första skulle ha premiär i juni 2016 och den andra i maj 2018. Marc Webb bekräftade att han skulle fortsätta som regissör även för The Amazing Spider-Man 3, men att han efter det endast skulle vara involverad som kreativ konsult. I juli 2014 meddelade Sony att datumet till den tredje filmen hade flyttats fram till 2018, och den fjärde till ett obestämt datum. I februari 2015 meddelade Sony Pictures och Marvel Studios att Spider-Man skulle bli en del av Marvel Cinematic Universe,  och därav stoppades arbetet med alla planerade uppföljare.

### Spinoffer
Tre spinoff-filmer var tidigare planerade, där den första skulle baseras på skurkgruppen Sinister Six och ha biopremiär under 2016, med Drew Goddard som regissör och manusförfattare. Den andra filmen skulle baseras på Venom med Alex Kurtzman som regissör och som manusförfattare tillsammans med Ed Solomon. Den tredje filmen skulle handla om en kvinnlig superhjälte med Lisa Joy Nolan som manusförfattare. I november 2015 stoppades arbetet med alla planerade spinoff-filmer.

## Licensavtal med Marvel Studios
I februari 2015 meddelade Sony Pictures och Marvel Studios att Spider-Man skulle bli del av Marvel Cinematic Universe, med Kevin Feige och Amy Pascal som producenter för den nya film. En yngre version av Peter Parker skulle användas, spelad av Tom Holland. Han gjorde sin första medverkan i MCU i filmen Captain America: Civil War.

### Spider-Man: Brand New Day
Under sommaren 2026 är det planerat att en fjärde film, med Tom Holland som Peter Parker (Spider-Man), ska ha premiär. Destin Daniel Cretton är filmens regissör.

## Animation
I april 2015 blev det klart att Phil Lord och Christopher Miller ska skriva manus samt producera en animerad Spider-Man film. Filmen planerades att ha biopremiär den 21 december 2018 och har Bob Persichetti som regissör. Filmen, Spider-Man: Into the Spider-Verse, hade biopremiär den 14 december 2018. Berättelsen var baserad på serien Spider-Verse från 2014 och filmen har Miles Morales som huvudfigur.

## Figurer
| Figur                                                    | Spider-Man (1977) | Sam Raimi         | Sam Raimi           | Sam Raimi           | Marc Webb                     | Marc Webb                       | Marvel Cinematic Universe         | Marvel Cinematic Universe     | Marvel Cinematic Universe     | Marvel Cinematic Universe | Marvel Cinematic Universe        | Marvel Cinematic Universe                 | Spider-Verse                             | Spider-Verse                               |
| Figur                                                    | Spider-Man (1977) | Spider-Man (2002) | Spider-Man 2 (2004) | Spider-Man 3 (2007) | The Amazing Spider-Man (2012) | The Amazing Spider-Man 2 (2014) | Captain America: Civil War (2016) | Spider-Man: Homecoming (2017) | Avengers: Infinity War (2018) | Avengers: Endgame (2019)  | Spider-Man: Far From Home (2019) | Spider-Man: No Way Home (2021)            | Spider-Man: Into the Spider-Verse (2018) | Spider-Man: Across the Spider-Verse (2023) |
| -------------------------------------------------------- | ----------------- | ----------------- | ------------------- | ------------------- | ----------------------------- | ------------------------------- | --------------------------------- | ----------------------------- | ----------------------------- | ------------------------- | -------------------------------- | ----------------------------------------- | ---------------------------------------- | ------------------------------------------ |
| Peter Parker Spider-Man                                  | Nicholas Hammond  | Tobey Maguire     | Tobey Maguire       | Tobey Maguire       | Andrew Garfield               | Andrew Garfield                 | Tom Holland                       | Tom Holland                   | Tom Holland                   | Tom Holland               | Tom Holland                      | Tom Holland Tobey Maguire Andrew Garfield | Chris Pine Jake Johnson Jorma Taccone    | Jake Johnson                               |
| Miles Morales Spider-Man                                 |                   |                   |                     |                     |                               |                                 |                                   |                               |                               |                           |                                  |                                           | Shameik Moore                            | Shameik Moore                              |
| May Parker                                               | Jeff Donnell      | Rosemary Harris   | Rosemary Harris     | Rosemary Harris     | Sally Field                   | Sally Field                     | Marisa Tomei                      | Marisa Tomei                  |                               |                           | Marisa Tomei                     | Marisa Tomei                              | Lily Tomlin                              |                                            |
| J. Jonah Jameson                                         | David White       | J.K. Simmons      | J.K. Simmons        | J.K. Simmons        |                               |                                 |                                   |                               |                               |                           | J.K. Simmons                     | J.K. Simmons                              | Stan Lee                                 | J.K. Simmons                               |
| Robbie Robertson                                         | Hilly Hicks       | Bill Nunn         | Bill Nunn           | Bill Nunn           |                               |                                 |                                   |                               |                               |                           |                                  |                                           |                                          |                                            |
| Ben Parker                                               |                   | Cliff Robertson   | Cliff Robertson     | Cliff Robertson     | Martin Sheen                  |                                 |                                   |                               |                               |                           |                                  |                                           | Cliff Robertson                          |                                            |
| [[Green Goblin\|Norman Osborn Green Goblin]]             |                   | Willem Dafoe      | Willem Dafoe        | Willem Dafoe        |                               | Chris Cooper                    |                                   |                               |                               |                           |                                  | Willem Dafoe                              | Jorma Taccone                            |                                            |
| [[Harry Osborn\|Harry Osborn New Goblin]] / Green Goblin |                   | James Franco      | James Franco        | James Franco        |                               | Dane DeHaan                     |                                   |                               |                               |                           |                                  |                                           |                                          |                                            |
| Mary Jane Watson/Michelle Jones-Watson                   |                   | Kirsten Dunst     | Kirsten Dunst       | Kirsten Dunst       |                               |                                 |                                   | Zendaya                       |                               | Zendaya                   | Zendaya                          | Zendaya                                   | Zoë Kravitz                              | Zoë Kravitz                                |
| Betty Brant                                              |                   | Elizabeth Banks   | Elizabeth Banks     | Elizabeth Banks     |                               |                                 |                                   | Angourie Rice                 |                               |                           | Angourie Rice                    | Angourie Rice                             |                                          |                                            |
| Ted Hoffman                                              |                   | Ted Raimi         | Ted Raimi           | Ted Raimi           |                               |                                 |                                   |                               |                               |                           |                                  |                                           |                                          |                                            |
| Mr. Ditkovich                                            |                   |                   | Elya Baskin         | Elya Baskin         |                               |                                 |                                   |                               |                               |                           |                                  |                                           |                                          |                                            |
| Ursula Ditkovich                                         |                   |                   | Mageina Tovah       | Mageina Tovah       |                               |                                 |                                   |                               |                               |                           |                                  |                                           |                                          |                                            |
| Flash Thompson                                           |                   | Joe Manganiello   |                     | Joe Manganiello     | Chris Zylka                   |                                 |                                   | Tony Revolori                 |                               |                           | Tony Revolori                    | Tony Revolori                             |                                          |                                            |
| Dennis Carradine Burglar                                 |                   | Michael Papajohn  |                     | Michael Papajohn    | Leif Gantvoort                |                                 |                                   |                               |                               |                           |                                  |                                           |                                          |                                            |
| [[Lizard (seriefigur)\|Dr. Curt Connors The Lizard]]     |                   |                   | Dylan Baker         | Dylan Baker         | Rhys Ifans                    |                                 |                                   |                               |                               |                           |                                  | Rhys Ifans                                |                                          |                                            |
| Gwen Stacy                                               |                   |                   |                     | Bryce Dallas Howard | Emma Stone                    | Emma Stone                      |                                   |                               |                               |                           |                                  |                                           | Hailee Steinfeld                         | Hailee Steinfeld                           |
| George Stacy                                             |                   |                   |                     | James Cromwell      | Denis Leary                   | Denis Leary                     |                                   |                               |                               |                           |                                  |                                           |                                          | Shea Whigham                               |
| Helen Stacy                                              |                   |                   |                     |                     | Kari Coleman                  | Kari Coleman                    |                                   |                               |                               |                           |                                  |                                           |                                          |                                            |
| Howard Stacy                                             |                   |                   |                     |                     | Skyler Gisondo                | Skyler Gisondo                  |                                   |                               |                               |                           |                                  |                                           |                                          |                                            |
| Richard Parker                                           |                   |                   |                     |                     | Campbell Scott                | Campbell Scott                  |                                   |                               |                               |                           |                                  |                                           |                                          |                                            |
| Mary Parker                                              |                   |                   |                     |                     | Embeth Davidtz                | Embeth Davidtz                  |                                   |                               |                               |                           |                                  |                                           |                                          |                                            |
| Gustav Fiers Gentleman                                   |                   |                   |                     |                     | Michael Massee                | Michael Massee                  |                                   |                               |                               |                           |                                  |                                           |                                          |                                            |
| Tony Stark Iron Man                                      |                   |                   |                     |                     |                               |                                 | Robert Downey Jr.                 | Robert Downey Jr.             | Robert Downey Jr.             | Robert Downey Jr.         |                                  |                                           |                                          |                                            |

## Mottagande
De tre första filmerna har slagit flera kassarekord.
| Film                                       | Rotten Tomatoes       | Metacritic          | CinemaScore |
| ------------------------------------------ | --------------------- | ------------------- | ----------- |
| Spider-Man (2002)                          | 89% (236 recensioner) | 73 (37 recensioner) | A−          |
| Spider-Man 2 (2004)                        | 93% (261 recensioner) | 83 (41 recensioner) | A−          |
| Spider-Man 3 (2007)                        | 63% (249 recensioner) | 59 (40 recensioner) | B+          |
| The Amazing Spider-Man (2012)              | 73% (306 recensioner) | 66 (42 recensioner) | A−          |
| The Amazing Spider-Man 2 (2014)            | 52% (277 recensioner) | 53 (49 recensioner) | B+          |
| Spider-Man: Homecoming (2017)              | 92% (398 recensioner) | 73 (51 recensioner) | A           |
| Spider-Man: Into the Spider-Verse (2018)   | 97% (398 recensioner) | 87 (50 recensioner) | A+          |
| Spider-Man: Far From Home (2019)           | 91% (457 recensioner) | 69 (55 recensioner) | A           |
| Spider-Man: No Way Home (2021)             | 93% (430 recensioner) | 71 (60 recensioner) | A+          |
| Spider-Man: Across the Spider-Verse (2023) | 95% (390 recensioner) | 86 (60 recensioner) | A           |